# FM Le Sieur
Pour les articles homonymes, voir Lesieur.
François-Maurice Le Sieur dit FM Le Sieur est un compositeur québécois.

## Biographie
Francois-Maurice Le Sieur (FM) est né a Saint-Jean-sur-Richelieu au sud de Montréal, il est compositeur de musique pour la télévision et le cinéma. Il a entre autres écrit la musique pour les films Menteur (Louis-José Houde), Security (Antonio Banderas), De père en flic, Mambo Italiano, Nitro, La ligne brisée... des productions télévisuelles nationales et internationales: Les Prédateurs (avec David Bowie) (ShowTime), Bad Blood (Netflix), Being Human (SyFy), Ruptures, Les Bougon, c'est aussi ça la vie!, C.A., Musée Eden, Les Limiers (France 2).
Son travail lui valut à plusieurs reprises la reconnaissance de ses pairs; un Prix ASCAP aux Etats-Unis, 7 prix Gémeaux, 3 nominations aux Jutra, une nomination aux Génie, plusieurs prix SOCAN et en 2017, le Prix Richard-Grégoire ("Musique sur images") de la SPACQ (Société professionnelle des auteurs et des compositeurs du Québec).

## Filmographie
Le compositeur a contribué à plusieurs des plus grands succès du box-office québécois et de série télévisé.

### Cinéma
- 1996 : L'Oreille de Joé (court métrage) d'Alain DesRochers et Alain DesRosiers[9].
- 2000 : La Bouteille d'Alain DesRochers[8].
- 2001 : Nuit de noces d'Émile Gaudreault[8]
- 2003 : Mambo italiano d'Émile Gaudreault
- 2007 : Nitro d'Alain DesRochers
- 2007 : Comment survivre à sa mère d'Émile Gaudreault
- 2008 : La Ligne brisée de Louis Choquette
- 2009 : De père en flic d'Émile Gaudreault
- 2010 : Cabotins d'Alain DesRochers
- 2014 : Le Vrai du faux d'Émile Gaudreault
- 2015 : Père fils thérapie ! d'Émile Gaudreault
- 2019 : Menteur d'Émile Gaudreault
- 2025 : Menteuse d'Émile Gaudreault

### Télévision
- 1998-1999 : Les Prédateurs (The Hunger) 21 épisodes, 1998-1999[10],[4].
- 2002 : Music Hall
- 2004 - 2006 : Les Bougon, c'est aussi ça la vie!
- 2005 : Charlie Jade
- 2006 : Robosapien: The Secret (R)evolution (documentaire)
- 2006 : Nos étés
- 2007 - 2008 : Les Sœurs Elliot
- 2008 : Dr. Jekyll and Mr. Hyde (téléfilm)
- 2008 - 2009 : Belle-Baie
- 2021 : Doute raisonnable

## Référence
1. ↑  « FM Le Sieur | Musique | Films du Québec », sur www.filmsquebec.com (consulté le 2 juillet 2021)
2. ↑  « FM Le Sieur – Compositeur/trice », sur mubi.com (consulté le 2 juillet 2021)
3. ↑  (en-US) « Tuned In: Q&A with Being Human Composer FM Le Sieur | TV Goodness », 8 janvier 2013 (consulté le 2 juillet 2021)
4. 1 2  (en) « FM Le Sieur / compositeur — Omada », sur omada.ca (consulté le 2 juillet 2021)
5. ↑  « Le compositeur FM Le Sieur remporte un prix », sur Le Devoir (consulté le 2 juillet 2021)
6. ↑  « FM Le Sieur : ses musiques, leurs images!FM Le Sieur : ses musiques, leurs images! », sur Paroles & Musique, 5 juin 2012 (consulté le 2 juillet 2021)
7. ↑  (en-US) « Lauréats 2017 – Fondation SPACQ » (consulté le 2 juillet 2021)
8. 1 2 3  Maxime Demers, « Des trames sonores qui cartonnent », sur Le Journal de Montréal (consulté le 6 juillet 2021)
9. ↑  « L'oreille de Joé (1996) - IMDb » (consulté le 6 juillet 2021)
10. ↑  « The Hunger (TV Series 1997–2000) - IMDb » (consulté le 6 juillet 2021)